# Electronic Frontier Foundation

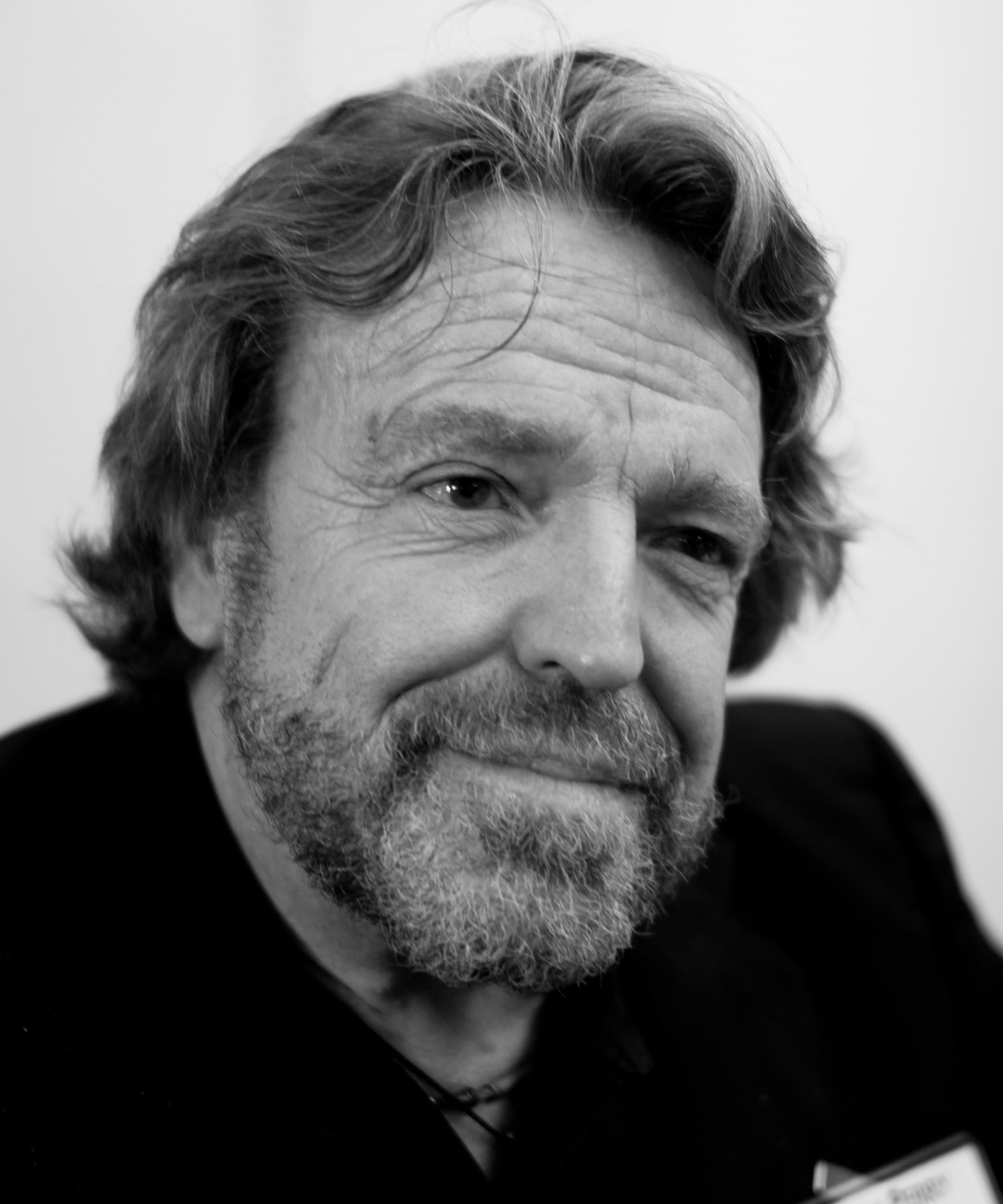
John Perry Barlow

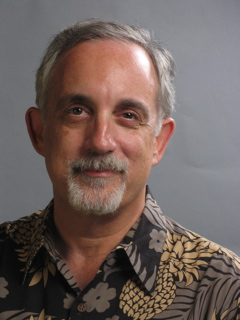
Mitch Kapor

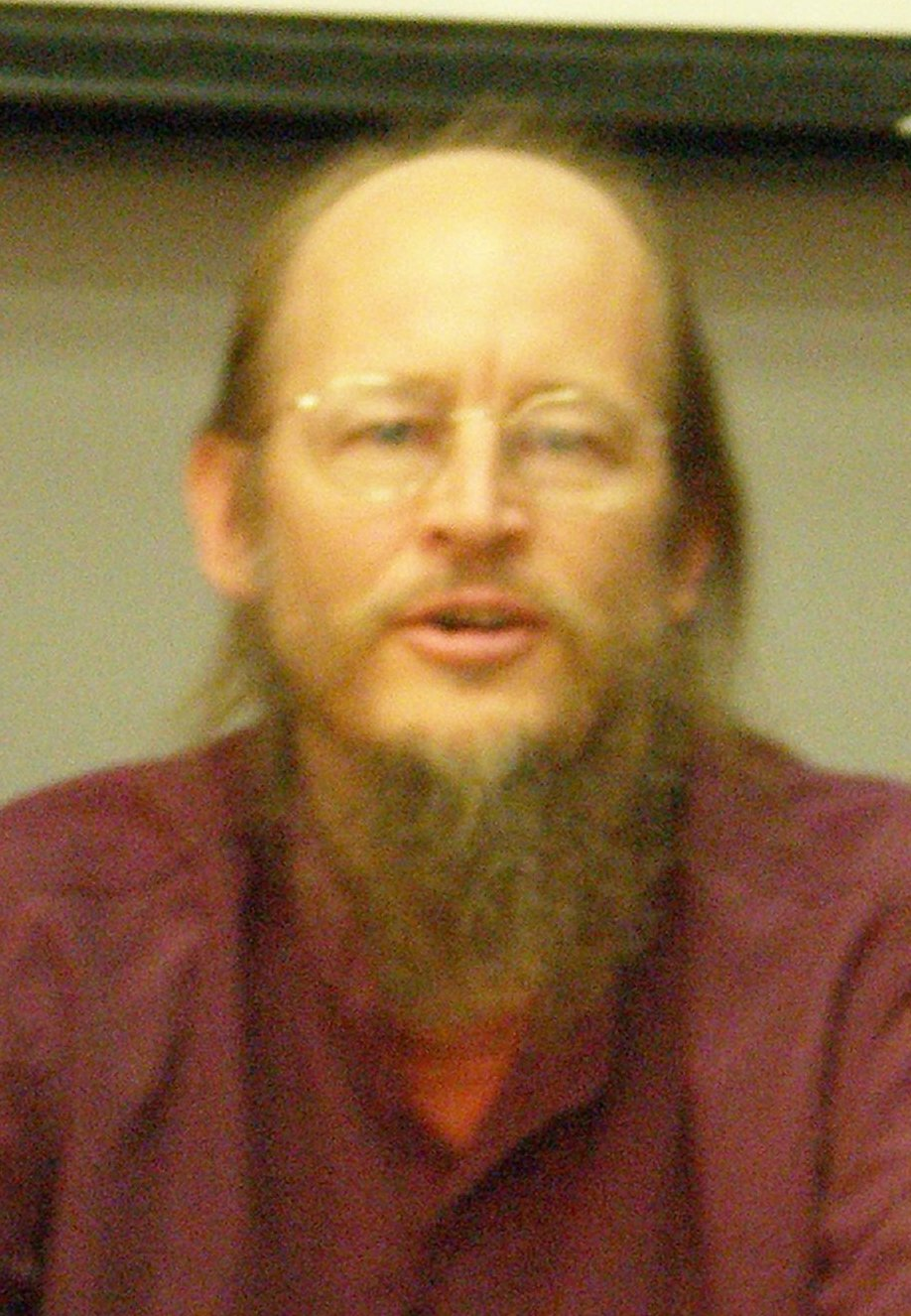
John Gilmore

L'Electronic Frontier Foundation (EFF) è un'organizzazione internazionale non profit di avvocati e legali rivolta alla tutela dei diritti digitali e della libertà di parola nel contesto dell'odierna era digitale.

## Descrizione
Il suo principale proponimento è quello di educare la stampa, i politici ed il pubblico in generale riguardo alle libertà civili nelle materie connesse alla tecnologia e di agire in difesa di queste libertà.
In particolare la sua missione dichiarata è:
1. Impegnarsi in attività educative e di sostegno che aumentino la comprensione popolare delle opportunità e delle sfide poste dagli sviluppi nel campo dell'informatica e delle telecomunicazioni.
2. Sviluppare fra i politici una migliore comprensione delle questioni inerenti alle telecomunicazioni libere e aperte e il sostegno alla creazione di approcci giuridici e strutturali che facilitino l'assimilazione di queste nuove tecnologie da parte della società.
3. Sensibilizzare l'opinione pubblica sui temi delle libertà civili derivanti dai rapidi progressi nel campo dei nuovi mezzi di comunicazione basati sui computer.
4. Dare supporto al contenzioso nel pubblico interesse per salvaguardare, proteggere ed estendere i diritti del Primo Emendamento nel campo della tecnologia informatica e delle telecomunicazioni.
5. Incoraggiare e sostenere lo sviluppo di nuovi strumenti che conferiscano agli utenti non tecnici un accesso completo e facile alle telecomunicazioni basate sui computer.

L'EFF è sostenuta da donazioni ed ha la propria sede a San Francisco, California, con personale anche a Toronto, Ontario, Washington e Bruxelles, la sede dell'Unione europea. Essi sono anche osservatori accreditati dell'Organizzazione Mondiale per la Proprietà Intellettuale.
EFF si è impegnata in diversi modi: fornisce e sostiene economicamente la difesa legale, difende gli individui e le nuove tecnologie dal chilling effect, effetto che porta a bloccare ciò che si considera privo di fondamento o minacciato da controversie legali, organizza azioni politiche e mailing di massa, sostiene le nuove tecnologie che crede preservino la libertà personale. Tiene un database e siti web di informazioni e notizie riguardanti la libertà di parola, monitorizza e sfida le leggi che possono infrangere le libertà personali e sollecita liste di ciò che considera abusi di diritto con l'intento di sconfiggere coloro che sono considerati privi di merito.

## Storia

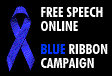
L’EFF usa il nastro blu come simbolo per la difesa della libertà di espressione.

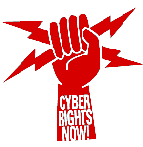
Cyber rights now!

L'Electronic Frontier Foundation fu fondata nel luglio del 1990 da Mitch Kapor, John Gilmore e John Perry Barlow. I fondatori si incontrarono attraverso la comunità online WELL. I fondi iniziali furono messi da Kapor, Steve Wozniak, e da un benefattore anonimo.
La creazione dell'organizzazione fu motivata dalla sentenza contro la Steve Jackson Games messa in atto da United States Secret Service all'inizio del 1990. Simili ma non ufficialmente connessi sforzi furono condotti attraverso gli Stati Uniti circa nello stesso periodo come parte di una task force federale chiamata Operazione Sundevil.
Tuttavia, il caso Steve Jackson Games, che divenne il caso principale in cui la EFF si impegnò, era il maggior punto per il quale la EFF iniziò a promuovere le libertà civili connesse al computer e ad internet.
Il secondo grande caso di cui si occupò la EFF fu quello Bernstein v. United States condotto da Cindy Cohn, nel quale il programmatore e professore Daniel Bernstein citò il governo per il permesso di pubblicare il suo software di cifratura, Snuffle, e le istruzioni per l'uso.
Recentemente l'organizzazione si è impegnata nella difesa di Edward Felten, Jon Johansen e Dmitry Sklyarov.
L'organizzazione si trovava inizialmente presso l'abitazione di Mitch Kapor K.E.I. a Cambridge (Massachusetts). Nell'autunno del 1993, l'ufficio principale della EFF fu aperto a Washington, guidato da Jerry Berman. Durante questo periodo, l'attenzione della EFF si focalizzò sul business di influenzare la politica nazionale, un business che non fu interamente condiviso da parte dell'organizzazione.
Nel 1994, Berman si separò dalla EFF e formò il Center for Democracy and Technology. EFF spostò l'ufficio, e diede la direzione a Drew Taubman. Nel 1995, sotto la direzione di Lori Fena, dopo un lieve decadimento e sforzandosi di ri-raggruppare e rifocalizzarsi sull'appoggio della propria base l'organizzazione spostò i propri uffici a San Francisco e aprì la propria sede in corrispondenza della residenza di John Gilmore a Toad Hall, e poco più tardi si spostò presso l'edificio Hamm al n. 1550 di Bryant Street.
Dopo la direzione di Fena, l'organizzazione fu affidata a Tara Lemmey. Proprio poco prima che la EFF si spostasse nei suoi nuovi uffici al n. 454 di Shotwell Street. nel Mission District di San Francisco, il direttore legale della EFF Shari Steele divenne, e tale rimase fino alla metà del 2006, direttore esecutivo.
Nella primavera del 2006, la EFF annunciò l'apertura dell'ufficio di Washington con due nuovi avvocati.

### Media
La EFF pubblica fin dalla sua fondazione, una newsletter settimanale conosciuta come EFFector. Altri lavori che segnano la storia della EFF includono: 
- Robert B. Gelman & Stanton McCandlish, Protecting Yourself Online: The Definitive Resource on Safety, Freedom & Privacy in Cyberspace.
- Mike Godwin, Cyber Rights: Defending Free Speech in the Digital Age.
- Bruce Sterling, The Hacker Crackdown che copre minuziosamente l'Operation Sundevil e la formazione dell'EFF, comprendendo i profili di Mitch Kapor e John Perry Barlow. Il libro è disponibile come un freeware eBook.
- Anche diversi altri libri degli anni '90 entrano nei dettagli della attività di EFF. I loro lavori più recenti nell'ambito dell'uso equo e delle leggi sulla proprietà intellettuale sono meglio documentati nel loro sito web, e sulle riviste.
- Electronic Frontier Foundation bulks up, renews focus on litigation. Un articolo che ricapitola la storia dell'EFF, entrando nei dettagli della trasformazione del 2000 e la leadership di Shaari Steele, discutendone i concomitanti cambi di strategia.